# Comté de Glacier
Pour les articles homonymes, voir Glacier (homonymie).
Le comté de Glacier est un des 56 comtés de l’État du Montana, aux États-Unis. En 2010, la population était de 13 399 habitants. Son siège est Cut Bank. Le comté a été fondé en 1919.

## Géolocalisation
|                   | Alberta, Canada  |                |
| Comté de Flathead | Comté de Glacier | Comté de Toole |
|                   | Comté de Pondera |                |

## Principales villes
- Browning
- Cut Bank

## Démographie
| Groupe                           | Comté de Glacier | Montana | États-Unis |
| -------------------------------- | ---------------- | ------- | ---------- |
| Amérindiens                      | 65,6             | 6,3     | 0,9        |
| Blancs                           | 31,1             | 89,4    | 72,4       |
| Métis                            | 2,8              | 2,5     | 2,9        |
| Autres                           | 1,2              | 0,7     | 6,4        |
| Asiatiques                       | 0,2              | 0,6     | 4,8        |
| Afro-Américains                  | 0,1              | 0,4     | 12,6       |
| Total                            | 100              | 100     | 100        |
|                                  |                  |         |            |
| Hispaniques et Latino-Américains | 1,8              | 2,9     | 16,7       |

Selon l'American Community Survey, en 2010 88,60 % de la population âgée de plus de 5 ans déclare parler l'anglais à la maison, 6,89 % déclare parler le pied-noir, 4,01 % l'allemand, et 0,5 % une autre langue.